# Onthophagus trigibber
Onthophagus trigibber är en skalbaggsart som beskrevs av Edmund Reitter 1893. Onthophagus trigibber ingår i släktet Onthophagus och familjen bladhorningar. Inga underarter finns listade i Catalogue of Life.